# Kontrkultura
Kontrkultura (z łac. contra „przeciw” + kultura) – określa względnie spójną grupę społeczną, która wyraża sprzeciw zarówno wobec zastanej kultury, jak i wobec tworzenia nowej.

## Geneza pojęcia
Pierwszym znanym człowiekiem, który użył słowa „kontrkultura”, był Theodore Roszak, Amerykanin, twórca ‘głębokiej ekologii’ (deep ecology), krytyk społeczny, znany także z działalności pisarskiej. W 1969 roku, u schyłku zrywu rewolucji społecznej w Stanach Zjednoczonych, opublikował on książkę The Making of a CounterCulture, w której udowadniał, że kontrkultura jest formacją przeciwstawną kulturze Zachodu, wytworzoną w jej własnym obrębie, której uda się w niedalekim czasie zastąpić prymitywne, w ocenie autora, autorytarne systemy mentalności zbiorowej, wprowadzane do niej na siłę od około 2000 lat, łączone przez niego z rozwojem religii chrześcijańskiej.

## Kontrkultura a subkultury
W naukach społecznych wyraźnie odróżnia się kontrkulturę od subkultury. Mimo tego członkowie niektórych subkultur mogą być częścią kontrkultury w sensie ogólnym lub działać w ramach pojedynczej formacji kontrkulturowej.